# حملات هوایی به ژاپن
حملات هوایی به ژاپن (انگلیسی: Air raids on Japan)، نیروهای متفقین جنگ جهانی دوم حملات هوایی زیادی را در طول جنگ جهانی دوم به ژاپن انجام دادند و باعث تخریب گسترده شهرهای این کشور و کشته شدن ۲۴۱ تا ۹۰۰ هزار نفر شدند. در طول سال‌های اول جنگ اقیانوس آرام این حملات در اوایل به حمله دولیتل در آوریل ۱۹۴۲ و حملات به مقیاس کوچک به مواضع نظامی در جزایر کوریل از اواسط ۱۹۴۳ محدود بود. حملات بمباران استراتژیک در جنگ جهانی دوم در ژوئن ۱۹۴۴ آغاز شد و تا پایان جنگ در اوت ۱۹۴۵ ادامه داشت. بمباران تاکتیکی دریایی و زمینی متفقین در طی سال ۱۹۴۵ نیز به ژاپن انجام شد.